# Desilence
Desilence és l’acrònim que rep el duo artístic format per Tatiana Halbach i Søren Christensen establert a Barcelona. Aquesta companyia és pionera en el que s'anomena com a Visual Scenography (Escenografia Visual), que defineixen com “l’art i la tècnica de disseny i decoració d’espais escènics mitjançant el vídeo i l’animació” a la seva pàgina web. Aquesta empresa, especialitzada en el videomapatge, compta amb 10 anys d’experiència i s'ha establert com una de les referències més latents de les arts visuals de Barcelona.